# Cerro Casale (mina)
Cerro Casale es una mina chilena ubicada en la región de Atacama, en el norte de Chile, a 145 kilómetros al sudeste de la capital regional, Copiapó. Es uno de los depósitos más grandes de oro y cobre y plata aún sin explotar en el mundo,[cita requerida] y pertenece a la Compañía Minera Cerro Casale (CMC), que es propiedad de Barrick Gold (75 %) y Kinross Gold (25 %).

## Características
Actualmente, se encuentra en proceso el estudio de viabilidad. La propiedad está compuesta de 30 grupos de denuncios, conteniendo 4105 ha denuncios mineros patentados, y totalizando 19 955 ha, ubicadas a 115 km al sureste de Copiapó, en Chile. La propiedad contiene la antigua área Yeguas Heladas. La propiedad Aldebarán está ubicada al sur del distrito minero de Maricunga. La propiedad Aldebarán la cual incluye el yacimiento Cerro Casale, está comprendido por los denuncios mineros Horus 1-280, Olimpo 1-293, Marte 1-300, Cachito 1- 1 298 y Nevado 1-840. La mineralización de oro ocurre en sulfuros de cuarzo y stockworks y vetillas de cuarzo magnetita desarrolladas en intrusivos dioritico a granodioritico y rocas volcánicas adyacentes.[cita requerida]